# Tipula (Bellardina) pura
Tipula (Bellardina) pura is een tweevleugelige uit de familie langpootmuggen (Tipulidae). De soort komt voor in het Nearctisch gebied.